# 踊り子 (フォーリーブスの曲)
「踊り子」（おどりこ）は、1976年6月30日 にCBS・ソニー（現：ソニー・ミュージックレーベルズ）から発売されたフォーリーブスの31枚目のシングルである。

## 概要
この年の『日本テレビ音楽祭』特別賞、『日本歌謡大賞』特別賞を受賞。それらの受賞の際に歌唱した。
この曲で『第27回NHK紅白歌合戦』に7回目の出場を果たしたが、最後の出場となった。
作曲者の井上も同曲を歌唱し、1976年6月発売の自身のアルバム「水中花」に収録。

## 収録曲
1. 踊り子
作詞：阿久悠／作曲：井上忠夫／編曲：いしだかつのり／作品コード:014-3056-4
2. 気になる女がとまり木で
作詞：阿久悠　作曲：井上忠夫　編曲：いしだかつのり